# 897
| Calendário gregoriano                                                        | 897 DCCCXCVII                                         |
| Ab urbe condita                                                              | 1650                                                  |
| Calendário arménio                                                           | 346 – 347                                             |
| Calendário bahá'í                                                            | -947 – -946                                           |
| Calendário budista                                                           | 1441                                                  |
| Calendário chinês                                                            | 3593 – 3594 Início a 8 de fevereiro (aproximadamente) |
| Calendário copta                                                             | 613 – 614                                             |
| Calendário etíope                                                            | 889 – 890                                             |
| Calendários hindus - Vikram Samvat - Calendário nacional indiano - Cáli Iuga | 952 – 953 818 – 819 3997 – 3998                       |
| Calendário Holoceno                                                          | 10897                                                 |
| Calendário islâmico                                                          | 284 – 285                                             |
| Calendário judaico                                                           | 4657 – 4658                                           |
| Calendário persa                                                             | 275 – 276                                             |
| Calendário rúnico                                                            | 1147                                                  |
| Calendário solar tailandês                                                   | 1440                                                  |

897 (DCCCXCVII, na numeração romana) foi um ano comum do século IX do Calendário Juliano, da Era de Cristo, teve início a um sábado e terminou também a um sábado e a sua letra dominical foi B (52 semanas).
No território que viria a ser o reino de Portugal estava em vigor a Era de César que já contava 935 anos.
| Ano completo                   |
| ------------------------------ |
| Ano comum com início ao sábado |

## Eventos
- Julgamento do cadáver do Papa Formoso pelo Papa Estêvão VII.

## Mortes
- 21 de Agosto - Vifredo I "o Cabeludo" (n. 830), conde de Barcelona.
- Zhaozhou Congshen - monge budista.